# Louis de Montbéliard
Louis, né vers 1015 et mort entre 1071 et 1076, est un membre de la maison de Scarpone, fils du comte Richwin et de Mathilde d’Eguisheim. Il fut comte de Bar et seigneur de Mousson par son mariage avec Sophie de Bar en 1038, ainsi que comte de Montbéliard, d’Altkirch et de Ferrette (incitant certains auteurs à le qualifier de comte de Sundgau) de 1042 jusqu'à sa mort,. 

## Biographie
(mai 2022).
Si vous disposez d'ouvrages ou d'articles de référence ou si vous connaissez des sites web de qualité traitant du thème abordé ici, merci de compléter l'article en donnant les références utiles à sa vérifiabilité et en les liant à la section « Notes et références ».

### Filiation
Louis est le fils de Richwin, comte de Scarpone en Lorraine, et de son épouse Mathilde d'Eguisheim, fille du comte Hugues IV de Nordgau (Alsace) et sœur du pape Léon IX, issue de la noble famille des Étichonides. 

### Mariage, apports de territoires et descendance
En 1038, il épousa Sophie de Bar (1018-1093), fille aînée et héritière du duc Frédéric II de Lorraine, issue de la maison d'Ardenne (Wigéricides). À la mort de leur frère Frédéric III en 1033, Sophie et sa sœur cadette Béatrice de Bar avaient été recueillies par leur tante maternelle, Gisèle de Souabe, femme de l’empereur Conrad II le Salique. Le duché de Lorraine (ou Haute-Lotharingie) avait été confiée au cousin de Frédéric III, Gothelon Ier, fils cadet du comte Godefroid Ier de Verdun ; néanmoins, l’empereur voulant renforcer son influence face à la maison d'Ardenne qui ne tarda pas à montrer des signes d’agitation, maria sa nièce Sophie à son fidèle Louis en 1038 ; par la même voie, Béatrice de Bar fut mariée avec le marquis Boniface III de Toscane.
Le mariage apporta à la maison de Scarpone le comté de Bar et la seigneurie de Mousson en Lorraine. Un peu plus tard, en 1042, l’empereur lui donna le comté de Montbéliard situé à la porte de Bourgogne, ainsi que les comtés d’Altkirch et de Ferrette en Alsace (Sundgau). 
De leur mariage naquirent :
- Bruno, mort jeune avant l'an 1065[4] ;
- Thierry (ca.1045 † 1103), comte de Montbéliard, de Bar et de Mousson[4] ;
- Louis, cité en 1080 ;
- Frédéric († 1092), marquis de Suze ;
- Mathilde († 1091/1105), mariée à Hugues de Dagsburg († 1089) ;
- Sophie, mariée à Folmar, comte de Froburg ;
- Béatrice († 1092), mariée à Berthold Ier de Zähringen († 1078), duc de Carinthie[5].

### Succès et revers
En 1033, Louis de Mousson revendiqua des terres ayant appartenu au comte Rodolphe III mais Louis fut battu par l'Empereur qui ravagea le comté de Montbéliard. Louis ses soumet et se range du côté de Conrad.
En 1044, Renaud Ier, comte de Bourgogne qui s’était révolté contre l’empereur, avec le comte Gérold de Genève, sont venus assiéger Louis dans son château. Ce dernier  les combattit avec succès et les mit en déroute ce qui provoquera leur soumission à l'Empereur en 1045,. 
En 1045, Louis reçoit le pape Léon IX dans ses châteaux de Ferrette et de Montbéliard. La pape consacre les chapelles de ces deux châteaux, faisant d'ailleurs celle de Montbéliard dédiée à saint Pierre sous l'invocation de Saint-Maimboeuf. Frédéric, fils de Louis accompagne ensuite Léon IX à Rome.
En 1047, le duc de Lorraine Godefroy II s’était révolté et avait été vaincu. La Lorraine, confisquée, avait été donnée à Adalbert d’Alsace, puis à Gérard d’Alsace, qui mourut en 1070. Parce que son épouse était fille des premiers ducs de Lorraine, Louis revendiqua le duché, mais l’empereur Henri IV trancha en faveur de Thierry II, le fils de Gérard. Louis mourut peu de temps après. La comtesse Sophie lui survécut jusqu'en 1093. Elle était la tante de Mathilde de Toscane.
Le différend qui opposa longtemps Maison de Bar et Maison de Lorraine fut à l’origine de la rivalité entre les comtes de Bar et les ducs de Lorraine, rivalité qui ne disparaîtra qu’en 1420 quand René d’Anjou, duc héritier de Bar, épousa Isabelle Ire de Lorraine.

### Descendance
Louis de Mousson, comte de Montbéliard, est à l'origine de la première branche des comtes de Montbéliard qui s'éteindra en 1162, de la branche des comtes de Ferrette dont le dernier descendant mâle mourra en 1324 et des comtes de Bar éteints en 1430.